# 20643 Angelicaliu
20643 Angelicaliu è un asteroide della fascia principale. Scoperto nel 1999, presenta un'orbita caratterizzata da un semiasse maggiore pari a 2,4293380 UA e da un'eccentricità di 0,1303135, inclinata di 2,23189° rispetto all'eclittica.